# Chlozolinat
Chlozolinat ist eine chemische Verbindung aus der Gruppe der Dicarboximide.

## Gewinnung und Darstellung
Chlozolinat kann durch Reaktion von  Phosgen mit 3,5-Dichloranilin zum Isocyanat und anschließender Umsetzung mit Methyltartronsäurediethylester gewonnen werden.

## Verwendung und Zulassung
Chlozolinat wurde als Fungizid verwendet. Die Wirkung basiert auf der Hemmung des MAP-Kinase-Wegs in der Signalkette. 
Die EU-Kommission entschied im Jahr 2000, Chlozolinat nicht in die Liste der zugelassenen Pflanzenschutzmittel-Wirkstoffe aufzunehmen.
In Deutschland, Österreich und der Schweiz sind keine Pflanzenschutzmittel mit diesem Wirkstoff zugelassen.